# Ius Teutonorum
A ius Teutonorum, magyarul német jog középkori gazdasági jogi rendszer, ami Németország, Csehország és Lengyelország területén terjedt el a 13. században. Jelentős előrelépés volt mindez és javított a parasztság életkörülményein.
Idézet egy lengyelországi német jogú falutelepítésből, 1291-ből:

„…tudomására akarjuk adni a jelenben és a jövőben egyaránt annak, aki e levelünket megszemléli, hogy a közönségesen Radlinnak nevezett birtokunkat Staniewoinak mondott Mártonnak és törvényes leszármazóinak német jogon locatioba adjuk, mégpedig olyan jogon, amilyen Nowy Targ község és lakói törvényeikben birtokolják, a következő megegyezés és forma szerint: a már említett község lakói évente mindenik kis telek után Boldog Márton napján szolgáltatni tartoznak két mérő búzát, négy mérő rozsot, hat mérő zabot, mégpedig pisdri mérték szerint, valamint egy fertály ezüstöt; ezt az adót pedig kötelesek elvinni a közelebb fekvő udvarházunkba. Minden fent elősorolt kötelezettség teljesítésére vonatkozóan a fent nevezett község lakói kilenc évre mentességet fognak kapni minden behajtás és fizetés alól. Nevezett Márton soltész és örökösei pedig a telepítés fejében a hetedik telket szabadon fogják bírni minden joggal és hatalommal, miként mi azt birtokainkon gyakorolni szoktuk. Ezenfelül a soltész és ivadékai saját használatára saját telkéhez kapcsolhat két kertet fentnevezett községben minden adóval és bevételekkel együtt, és bármilyen bírósági ügyben a harmadik dénár az övé. Megadjuk Márton soltésznak és örököseinek azt a jogot, hogy szabadon malmot építsen, ahányat csak bír az illető örök birtokon; kocsmát, mészárszéket, kézi malmot szabadon tarthat és posztót is eladhat.”

A 13. században már nagyobb gondot fordítottak az európai földesurak a birtokok művelésére, amivel a jövedelmük hathatósabban növekedhetett. Közép-Európában egyre növekedtek a paraszti gazdaságok, s ezért vezették be ott ezt az új rendszert. Lengyelországban a Német Lovagrend 1226-os megtelepedésével egyidőben kezdett kialakulni a német jog szerinti gazdasági rendszer, amit német telepesek hoznak magukkal.

A földesúr a parasztokat meghatározott járadék fizetésére kötelezte, amely lehetett akár pénz, vagy termény. A parasztság jó része már mintegy 15 hektáron gazdálkodott. Ez a fajta rendszer az egész országban elterjedt és nagymérvű javulást eredményezett.
A teuton lovagok államuk megszervezésekor a kolonizáció, azaz a németek betelepítése is ennek jegyében zajlott.

## Külső hivatkozások
- Jerzy Topolski: Lengyelország története, Gondolat Kiadó, Budapest 1989. ISBN 963-282-221-8
- Vajda Tamás: A Német Lovagrend a Baltikumban